# 1719

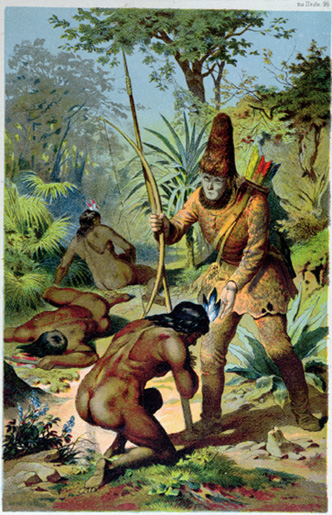
Robinson Crusoe redt Vrijdag

Het jaar 1719 is het 19e jaar in de 18e eeuw volgens de christelijke jaartelling.

## Gebeurtenissen
februari
- 27 - Johan Ernst van Nassau-Weilburg wordt opgevolgd door zijn zoon Karel August.

mei
- 10 - De Engelse kapitein Boyle valt met drie fregatten het Schotse Eilean Donan Castle aan, dat wordt bezet door Spanjaarden die de Jakobieten steunen. Die moeten zich overgeven en het kasteel wordt opgeblazen met zijn eigen voorraad buskruit.

juli
- 24 - Russische troepen brandschatten de Zweedse stad Nyköping.
- 25 - In Zaandam wordt een windbrief afgegeven voor de nieuwe houtzaagmolen De Held Jozua.

september
- 19 - Te Brussel wordt Frans Anneessens onder het Oostenrijkse bewind onthoofd wegens betrokkenheid bij ongeregeldheden in 1717.
- 21 - Christiaan III van Palts-Zweibrücken huwt zijn 15-jarige peetdochter Carolina van Nassau-Saarbrücken.

## Muziek
- De Oostenrijkse componist Benedikt Anton Aufschnaiter schrijft zijn Aquila clangens, Opus 7

## Beeldende kunst

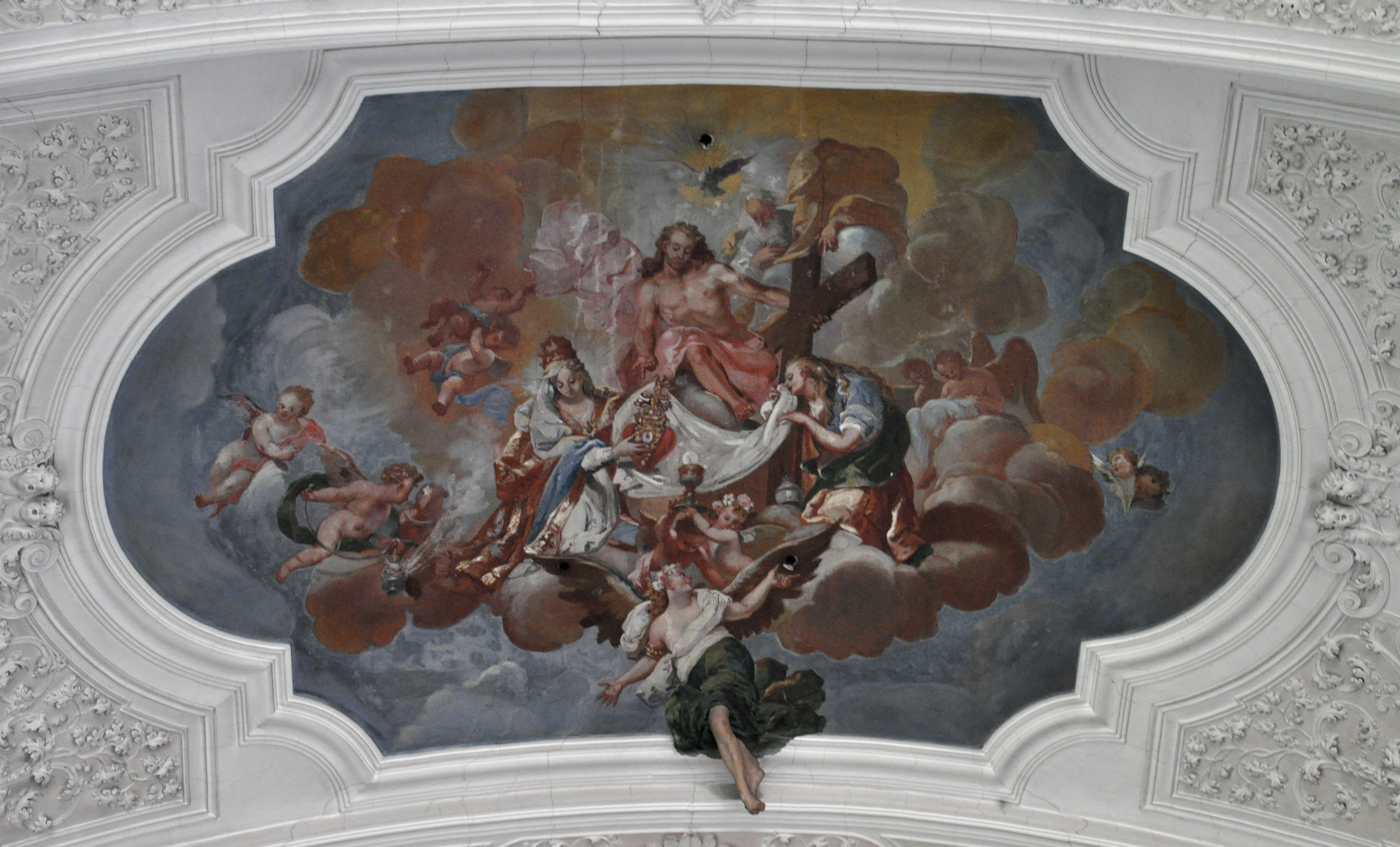
Klosterkirche Weißenau, Jacob Carl Stauder (1719)

## Bouwkunst

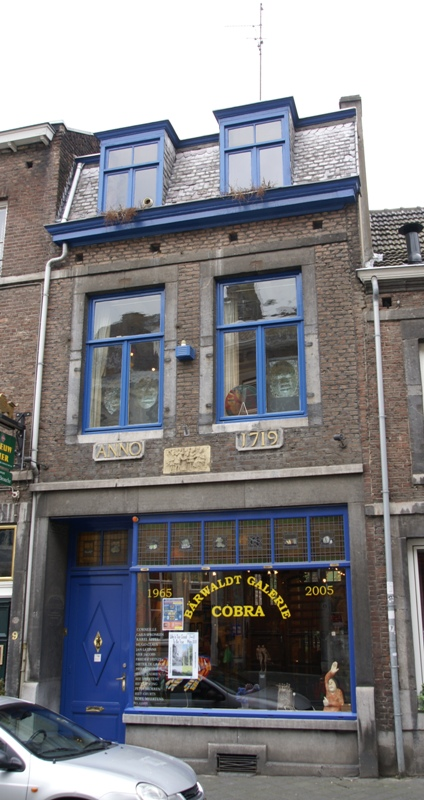
Woonhuis, Maastricht (1719)
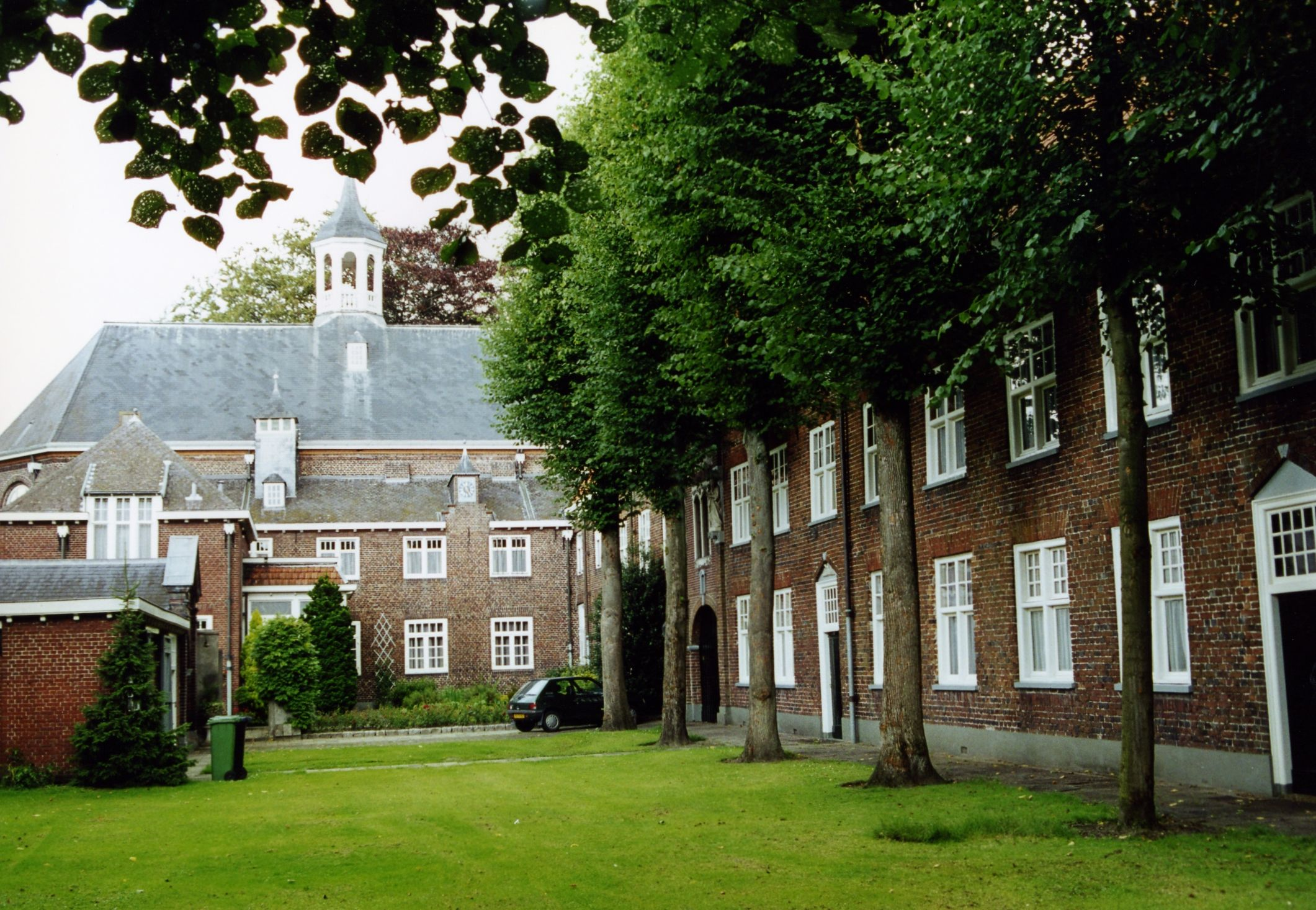
Maria Refugie, Uden (1719)

## Geboren
september
- 27 - Abraham Gotthelf Kästner, Duits wiskundige (overleden 1800)

november
- 14 - Leopold Mozart, Oostenrijks violist, muziekleraar en componist (overleden 1787)

## Overleden
datum onbekend
- André Raison (ca. 60), Frans orgelcomponist en organist-titularis
- John Flamsteed (ca. 73), Brits astronoom

februari
- 27 - Johan Ernst van Nassau-Weilburg (54), graaf van Nassau-Weilburg

april
- 7 - Johannes Baptist de la Salle (67), Frans professor, priester en ordestichter
- 15 - Madame de Maintenon (83), tweede echtgenote van Lodewijk XIV van Frankrijk

juli
- 28 - Arp Schnitger (ca. 71), Duits orgelbouwer

mei
- 29 - Abraham Trommius (85), Nederlands predikant en theoloog

september
- 19 - Frans Anneessens (60), Brussels gildedeken en vrijheidsheld